# Distretto di Tha Takiap
Il distretto di Tha Takiap (in thailandese: ท่าตะเกียบ) è un distretto (amphoe) della Thailandia, situato nella provincia di Chachoengsao.